# Sede real húngara
La Sede de la corte real húngara varió particularmente a lo largo de la Edad Media, según las situaciones políticas contemporáneas y se halló localizada en Buda a lo largo del Renacimiento. 
Desde el inicio de Hungría como Principado y su posterior ascenso al rango de Reino, la sede real se hallaría en la ciudad de Esztergom, donde el Príncipe Géza habría decidido radicarse en la década del 960. 
Esztergom (o Estrigonia como es conocida en castellano) fue la sede real político-administrativa del reino de Hungría hasta mediados del siglo XI, cuando Pedro Orseolo de Hungría se hizo coronar en Székesfehérvár. De ahí en adelante, si bien la sede real de Hungría cambiaría en muchas ocasiones, fue tradición que en esta ciudad se coronasen los reyes a lo largo de la historia. Posteriormente, la sede real cambió en el siglo XIII cuando las invasiones tártaras acabaron con las principales ciudades húngaras. Por la buena posición estratégica del asentamiento de Buda, el rey Béla IV ordenanó la construcción de una fortaleza en la colina junto al Danubio y ahí pasaría la mayor parte de su tiempo con su corte.
De esta manera, Buda se convertiría en la sede real desde 1256 hasta 1315, cuando el rey Carlos I Roberto la movería a Temesvár, donde permanecería con su corte hasta 1323, en medio de turbulentas guerras por el trono húngaro. 
La crisis producida por los llamados pequeños reyes, o nobles húngaros que se disputaban el trono, eventualmente forzaría a Carlos Roberto a fijar la sede real en la ciudad de Visegrado en el 1323. El rey Luis el Grande nacería en la propia Visegrado y la llevaría a su esplendor, y aunque se muraría con su corte a Buda desde el 1347 hasta el 1355, oficialmente no sería ésta la sede real.
En 1408, el rey Segismundo de Hungría mudó la sede a Buda, donde Luis el Grande había comenzado a construir un lujoso palacio real. Segismundo lo terminó y remodeló y a partir de esa fecha Buda se convirtió en la sede real del reino húngaro hasta la muerte del rey Luis II en la Batalla de Mohács en 1526. A partir de entonces seguiría siendo una monarquía, más no tendría un rey, hasta que en 1686, el emperador germánico Leopoldo I de Habsburgo expulsó a los otomanos del territorio húngaro y él fue coronado como rey.
Puesto que el emperador germánico, y posteriormente el emperador austríaco también sería el rey húngaro, entonces la sede real sería Viena, hasta 1919, cuando Hungría finalmente podría zafarse del dominio austríaco. La monarquía en Hungría terminaría en 1944 tras la Segunda Guerra Mundial, luego de haber existido casi por dos décadas sin rey alguno y bajo un regente. Durante el período monárquico desde 1919 hasta 1944, el regente fijó la sede real nuevamente en Buda, la cual era conocida para la época como Budapest.
Buda se habría unido con otros dos asentamientos vecinos, Pest, Óbuda y con la construcción del primer puente fijo sobre el río Danubio, la ciudad fue dada a conocer oficialmente como Budapest. 
Sedes reales en orden:
- (960-1038) Esztergom
- (1038-1245) Fehérvár
- (1256-1315) Buda
- (1315-1323) Temesvár
- (1323-1408) Visegrado
- (1408-1526) Buda
- (1526-1686) Buda sigue siendo la capital, pero desde 1541 se halla bajo dominio turco y sin rey húngaro.
- (1686-1919) Viena
- (1919-1944) Budapest